# Vršta vas
Vršta vas (nemško Ehrensdorf) je naselje v Občini Žihpolje v Okraju Celovec-dežela na Koroškem v Avstriji.